# روفوس جونسون
روفوس جونسون (بالإنجليزية: Rufus Johnson)‏ هو لاعب كرة قدم أمريكية أمريكي، ولد في 28 أغسطس 1990.

## وصلات خارجية
- روفوس جونسون على موقع مرجع كرة القدم المحترفة.كوم (الإنجليزية)